# 375 Ursula
375 Ursula è un asteroide della fascia principale del diametro medio di circa 216 km. Scoperto nel 1893, presenta un'orbita caratterizzata da un semiasse maggiore pari a 3,1229248 au e da un'eccentricità di 0,1078015, inclinata di 15,93428° rispetto all'eclittica.
L'origine del suo nome è sconosciuta.